# Marjan Lex
Marjan Lex, geboren als Marianne Stricker (* 13. März 1914), war eine deutsche Schauspielerin.

## Leben
1935 hatte Lex in dem Film Eva ihren ersten Auftritt.

## Filmografie
- 1935: Eva
- 1936: Die Liebe des Maharadscha
- 1937: Die Seitensprünge des Herrn Blohm
- 1937: Wie der Hase läuft
- 1937: Oh, diese Ehemänner
- 1938: Petermann ist dagegen
- 1938: Die Umwege des schönen Karl
- 1938: Ida
- 1938: Der Blaufuchs
- 1939: Hallo Janine
- 1939: Die fremde Frau
- 1939: Ihr erstes Erlebnis
- 1939: Eine Frau wie Du
- 1940: Das leichte Mädchen